# Кнёппель, Арвид
Арвид Кнёппель (швед. Johan Arvid Konstantin Knöppel; 7 марта 1867, Стокгольм, Швеция — 8 марта 1925, Бад-Наухайм, Германия) — шведский стрелок, олимпийский чемпион Игр в Лондоне в командном первенстве (стрельба по движущейся мишени одиночными выстрелами).